# Anton Bilek
Anton Bilek (Floridsdorf, 20 novembre 1903 – Vienna, 28 novembre 1991) è stato un calciatore austriaco, di ruolo centrocampista.

## Carriera

### Club
Ha sempre giocato nel campionato austriaco.

### Nazionale
Ha collezionato 2 presenze con la Nazionale austriaca.